# Isola del Liri
Isola del Liri är en ort och kommun i provinsen Frosinone i regionen Lazio i Italien. Kommunen hade 11 392 invånare (2018).
Isola del Liri har varit namnet sedan 1896, mellan 1863 och 1896 var namnet Isola presso Sora. På ön fanns borgen Castello Boncompagni som blev säte för Hertigdömet Sora uppkallat efter Sora.